# Птолемей III Евергет
Птолемей III Евергет (грец. Πτολεμαῖος Εὐεργέτης — Птолемей «Благодійний», 284 — 222 до н. е.) — визначний політичний та військовий діяч, цар Єгипту у 246–222 до н. е.

## Життєпис
Походив з династії Лагидів (Птолемеїв). Син Птолемея II Філадельфа, царя Єгипту, та Арсіної I, дочки Лісімаха.
Про молоді роки Птолемея III мало відомостей. Одним з вчителів майбутнього царя був Аполлоній Родоський. У 247 році до н. е. стає співволодарем Птолемея II. Обійняв трон у 246 до н. е. (після смерті свого батька). У своїй зовнішній та внутрішній політиці слідував попереднику. При цьому значну увагу приділяв розширенню впливу Єгипту в Келесирії, Малій Азії та африканському узбережжі. Вже у 246 до н. е. шлюбом з донькою володаря Киренаїки володар Єгипту приєднав це царство до своїх володінь.
Водночас розпочав Третю Сирійську війну (Лаодікейську) проти Селевка II, під час якої здобув значні успіхи: була захоплена уся Сирія, приєднані землі у Малій Азії (від Карії до Кілікії), армія Птолемеїв досягла Вавилону, а сам Птолемей III захопив столицю Антіохію, де мав намір оголосити себе царем Сирії. Втім внутрішній трудності в самому Єгипті та спротив місцевого населення змусив єгипетського царя відмовитися від цих планів. За мирною угодою 241 року до н. е. Птолемей Евергет закріпив за собою Фінікію. Келесирію, а також Селевкію Пієрію (порт Антіохії), проте відмовився від Памфілії.
Після повернення до Єгипту цар значну увагу став приділяти посиленню еллінізації, розвитку культури, розширенню підтримки серед місцевого населення. У 238 році до н. е. він започаткував традицію зборів жерців усіх єгипетських корінних храмів, які отримали назву синодів. Перший було проведено у Канопі (інформація про його результати зберігається на канопській стелі). Тоді ж відбулося впровадження поняття високосний рік. У 237 році до н. е. за наказом царя було внесені нові корективи до календаря.
До здобутків Птолемея III належить зведення величного храму, присвяченого богу Серапісу (Серапеум), що став одним з відомих пам'яток античного світу. Розбудовувалися храми у Карнатику та Мемфісі. Значну увагу приділяв наповненню Александрійської бібліотеки.
Війська у 230-х до н. е. зайняли узбережжя Фракії і Геллеспонт, приєднали деякі острови Егейського моря. Було укладено союз із Спартою проти Ахейського союзу та Македонії, втім цар Єгипту не надав допомоги спартанському союзнику царю Клеомену III. В результаті військо Спарти було розбито у битві при Селасії.
Помер у 222 до н. е., передавши владу синові Птолемею.

## Родина
Дружина — Береніка II, донька Магаса, царя Киренаїки
Діти:
- Арсіноя III (246—204 до н. е.)
- Птолемей (244—205 до н. е.)
- Олександр (242 до н. е.)
- Магас (241—222 до н. е.)
- Береніка (239 до н. е.—д/н)